# The Types of the Scandinavian Medieval Ballad
The Types of the Scandinavian Medieval Ballad (TSB) är en katalogisering av (i princip) samtliga "typer" av medeltidsballader som man över huvud taget känner till på något eller flera nordiska språk (d. v. s. på svenska, danska, norska, isländska, färöiska, eller till och med på det utdöda språket norn).
Listan på typer är i sin tur indelad i sex avdelningar (med ett antal underavdelningar), enligt nedan. Indelningen följer i stort sett A. I. Arwidssons och Svend Grundtvigs ursprungliga indelning av DgF; dock har många av de ballader Grundtvig klassificerade i grupp C omklassificerats. Inom parentes anges antalet balladtyper inom gruppen i den tryckta utgåvan av TSB 1978 (andra upplagan). Sedan dess har fler typer tillkommit inom grupp F.
| A: | Ballads of the supernatural | (naturmytiska visor) | (75 typer)  |
| B: | Legendary ballads           | (legendvisor)        | (37 typer)  |
| C: | Historical ballads          | (historiska visor)   | (41 typer)  |
| D: | Ballads of chivalry         | (riddarvisor)        | (441 typer) |
| E: | Heroic ballads              | (kämpavisor)         | (167 typer) |
| F: | Jocular ballads             | (skämtvisor)         | (77 typer)  |

Varje balladtyp har en kortfattad beskrivning, inklusive en redogörelse för hur olika varianter av balladen skiljer sig, och omfattar en lista över förekomster i olika nordiska balladsamlingar. Ett exempel ges i , där beskrivningen av typen A 38, Den talende strængeleg/De två systrarna - The two sisters, återges och förklaras.
TSB är sammanställd av tre nordiska balladforskare: Bengt R. Jonsson, Svale Solheim och Eva Danielson, och utgiven i bokform av Instituttet for sammenlignende kulturforskning och Svenskt visarkiv på Universitetsforlaget (Oslo-Bergen-Tromsø 1978, ISBN 82-00-09479-0). Boken innehåller också register över balladtitlar och några andra hjälpmedel för att hitta balladtyper.
Nästan varje balladtyp som klassificeras i någon av de danska (DgF), färöiska (CCF), isländska (IFkv) eller svenska (SMB) balladtypslistorna är också upptagen i TSB. (Undantagna är några få texter, som man numera vet har tillkommit rätt sent eller på annat sätt inte uppfyller de uppställda kriterierna.) Norsk visearkiv, som driver motsvarande norska balladprojekt, har beslutat att använda TSBklassifikationen direkt. Många skandinaviska balladtyper kan man också lätt känna igen i balladsamlingar från andra språkområden. Exempelvis motsvarar den ovannämnda typen TSB A 38 Child 10.